# Мексиканско прерийно кученце
Мексиканско прерийно кученце (Cynomys mexicanus), също само мексиканско кученце, е вид бозайник от семейство Катерицови (Sciuridae). Видът е застрашен от изчезване.

## Разпространение
Разпространен е в Мексико.